# Вишонкі-Наґуркі
Вишонкі-Наґуркі (пол. Wyszonki-Nagórki) — село в Польщі, у гміні Клюково Високомазовецького повіту Підляського воєводства.
Населення — 51 особа (2011).
У 1975-1998 роках село належало до Ломжинського воєводства.

## Демографія
Демографічна структура станом на 31 березня 2011 року:
|          | Загалом | Допрацездатний вік | Працездатний вік | Постпрацездатний вік |
| -------- | ------- | ------------------ | ---------------- | -------------------- |
| Чоловіки | 25      | 6                  | 16               | 3                    |
| Жінки    | 26      | 8                  | 12               | 6                    |
| Разом    | 51      | 14                 | 28               | 9                    |